# أوستين هيلي
أوستين هيلي (بالإنجليزية: Austin Healey)‏ هو لاعب اتحاد الرغبي بريطاني، ولد في 26 أكتوبر 1973 في والاسي في المملكة المتحدة.

## وصلات خارجية
- أوستين هيلي على موقع دوري الرغبي الممتاز (الإنجليزية)
- أوستين هيلي عل موقع إسبنسكروم (الإنجليزية)
- أوستين هيلي على موقع ItsRugby.co.uk (الإنجليزية)